# Lactarius
Lactarius Lactarius là một chi của nấm sản xuất, nấm ectomycorrhizal, có chứa một số loài ăn được. Các loài thuộc chi, thường được gọi là mũ sữa. Được đặc trưng bởi chất lỏng sữa ("latex"). Nó xả khi cắt hoặc bị hỏng. Chi gần gũi Russula. Thịt của họ có tính nhất quán giòn đặc biệt. Đây là một chi lớn với khoảng 450 loài được biết đến, chủ yếu phân bố ở Bắc bán cầu. Gần đây, chi Lactifluus đã được tách ra khỏi Lactarius dựa trên bằng chứng phát sinh loài phân tử

## Phân
Lần đầu tiên bởi khoa học Nam Phi gốc Pháp Christiaan Hendrik Persoon năm 1797. With Lactifluus piperatus như là các loài bản gốc. Lactarius torminosus đã được chấp nhận như là một loại mới của chi sau khi chia tách của Lactifluus như chi riêng biệt
Tên gọi "Lactarius" có nguồn gốc từ tiếng Latinh lac, "sữa"

### Vị trí của Lactifluus
Phylogenetics phân tử phát hiện ra rằng, trong khi macromorphologically được xác định, mũ sữa. đã được trong thực tế, một chi Paraphyque; kết quả là các chi Lactifluus được tách ra từ Lactarius